# Monestir de Zarzma
El monestir de Zarzma de la Transfiguració (en georgià: ზარზმის მონასტერი, zarzmis p'erists'valebis Monestir) és un monestir medieval ortodox del poble de Zarzma (regió de Samtskhe-Javakheti), al sud-oest de Geòrgia. És a la vall del riu de Kvabliani, al municipi d'Adigeni, a uns 30 km a l'oest de la ciutat d'Akhaltsikhé. És un complex d'edificis dominat per una església amb cúpula, una de les més grosses de Geòrgia, i un campanar. El monestir alberga una comunitat de monjos georgians i ha esdevingut un lloc de peregrinació i turístic.
La primera església que es va bastir en aquest lloc fou probablement edificada al segle viii, pel monjo Serapió, del qual es relata la vida en la novel·la hagiogràfica que escrigué Basili de Zarzma. Segons aquesta, el gran senyor Giorgi Chorchaneli feu una important donació —inclosos pobles i masos— al monestir. Nogensmenys l'edifici actual remunta als primers anys del segle xiv. La construcció va ser patrocinada per Beka I, príncep de Samtskhe i gran comandant de Geòrgia, de la família Jaqeli. El que ha sobreviscut de més antic del monestir primitiu data de la darreria del segle x, una inscripció en georgià incrustada a la volta d'entrada de la capella. La inscripció recorda l'ajuda militar que prestaren els nobles de Geòrgia a l'emperador Basili II contra el general rebel Bardes Escler el 979.
Les façanes de l'església mostren decoracions molt fines i riques mentre que a l'interior hi ha frescos. A més dels cicles religiosos dels murals s'hi pot contemplar una sèrie de retrats de la família Jaqeli del segle xiv, a més de figures històriques del segle xvi. Després de la conquesta otomana de la regió al segle xvi, fou abandonat i es feu malbé fins a principi del segle xx, quan se'n va mamprendre la reconstrucció. Amb tot, algunes de les característiques úniques de la construcció originària van desaparèixer en el procés.
Una petita rèplica de l'església de Zarzma, que es coneix com a Akhali Zarzma ('Nova Zarzma') es troba al mateix municipi, a prop d'Abastumani. Va ser un encàrrec del gran duc Jordi Alexàndrovitx, un membre de la dinastia Romanov, a l'arquitecte de Tbilisi Otto Jacob Simons, que la va construir entre 1899 i 1902, maridant l'estil medieval de Geòrgia amb les formes arquitectòniques contemporànies. L'interior va ser pintat al fresc pel pintor rus Mikhail Nesterov.